# Grave New World
Grave New World es el tercer disco de estudio de la banda de punk/metal Discharge. Fue el primer (y único) lanzamiento con el guitarrista Stephen Brooks, procedente del grupo de hardcore punk The Skeptix.  
Posiblemente, se trate del álbum más controvertido de su carrera, ya que, en él, se alejan por completo del punk que les había caracterizado, para dar paso a un sonido de heavy metal. La agrupación, también, adoptó una imagen semejante a la de bandas de glam metal, muy populares por aquella época, lo que les sirvió para ser catalogados como tal, si bien, musicalmente, no podían incluirse en este género. Brooks afirma que él quería tocar punk, y no lo que produjeron con Grave New World. Posteriormente a Discharge, Brooks pasaría a formar parte de la banda de NWOBHM Demon, con quienes grabaría cinco álbumes.

## Lista de temas
1. "Grave New World"
2. "In Love Believe"
3. "D.Y.T / A.Y.F."
4. "We Dare Speak (A Moment Only)"
5. "Time Is Kind"
6. "Sleep In Hope"
7. "The Downward Spiral" (se divide en tres partes; "The Downward Spiral" (04:45), "Contact With The Real" (02:49) e "It Will Always Stay"(07:35))

## Integrantes
- Kelvin "Cal" Morris - Voz
- Stephen "Fish" Brooks - Guitarra
- Roy "Rainy" Wainwright - Bajo
- Garry Maloney - Batería